# Quettania coeruleipennis
Quettania coeruleipennis är en skalbaggsart som beskrevs av Schwarzer 1931. Quettania coeruleipennis ingår i släktet Quettania och familjen långhorningar.
Artens utbredningsområde är Pakistan. Inga underarter finns listade i Catalogue of Life.